# Barbro Boldt
Barbro Beatrice Boldt, född Inberg 8 juli 1913 i Helsingfors, död där 30 december 1992, var en finlandssvensk bibliotekarie.

## Liv och arbete
Bolt var dotter till ingenjören Magnus Inberg och Ellen Mathilda Natalia Taucher. Hon var 1934–1937 amanuens vid Studentkårens bibliotek i Helsingfors, 1937–1939 assistent vid Vasa stadsbibliotek och därefter till 1944 föreståndare för Vallgårds filial vid Helsingfors stadsbibliotek. Hon utnämndes 1944 till äldre biblioteksinspektör för landets svenskspråkiga bibliotek vid Statens biblioteksbyrå (senare Skolstyrelsens biblioteksbyrå).
Tjänsten som inspektör med ansvar för de kommunala biblioteken i Svenskfinland skötte Boldt i 36 år fram till sin pensionering 1980. Hon arbetade speciellt för att förbättra biblioteksförhållandena på landsbygden och effektivera den uppsökande biblioteksverksamheten. Hon gjorde även en vägande insats för inrättandet av svenskspråkig bibliotekarieutbildning vid Svenska social- och kommunalhögskolan i Helsingfors där hon, vid sidan av sin inspektörstjänst, verkade som lärare och kursledare i 16 år. Hon utgav Handledning i skötsel av mindre bibliotek (1954).
Hon var gift med överste Lauri Boldt från 1940 och är mor till psykologen Barbara Mattsson, ekonomen Peter J. Boldt och journalisten Jolin Boldt.

## Utmärkelse
Boldt förlänades biblioteksråds titel 1980.